# 柘岱村
柘岱村，是中华人民共和国安徽省黄山市歙县雄村镇下辖的一个村级行政单位。。
柘岱村的柘林自然村，又名结林，位于新安江南岸，岑山渡对岸，距雄村1.5公里。南有虎形山。2006年，柘林自然村有378户，1316人，其中程姓64户、255人，方姓有99户、366人。

## 历史
柘林自唐代已建村。方、程两姓在元、明两朝迁入，后来居上繁衍成为大姓。方姓13世方宁信（号祥六）于元至正丙午年（1365年）由罗田卜居柘林。程姓47世程昂宗于嘉靖丙年由对河岑山渡卜居柘林。

## 人物
- 王之臣，
- 汪直，明朝武裝海商集團首領
- 程材
- 方进
- 徐荣
- 程晋芳

## 名胜
- 柘林大社（祭祀五谷神，无存）
- 方姓的上、中、下三厅（其中下门厅最为壮观）、上三房“怡安堂”。下三房“光启堂”。
- 周王庙（现存）
- 程材的御史祠和官厅：因岑山渡地窄只能在柘林兴建。
- 许国墓的石像（存残迹）。
- 小南海星岩寺。
- 嬉龙、地戏、舞狮、跳钟馗等艺术活动。
- 王姓“恒裕堂”，内厅悬“尚义之家”匾。

## 特产
水果花红、青蒜苗、韭菜白

## 事件
2000年，日本长崎县福江市的12名日本人在歙县柘林村捐资修建了王直墓。王直墓引起了网络和舆论对王直的功过是非的激烈争论。2005年1月31日晚，两位认为王直是汉奸的大学教师砸毁了王直墓碑。